# Rufino Segovia del Burgo
Rufino Segovia del Burgo, meglio noto come Rufino (Madrid, 1º marzo 1985), è un ex calciatore spagnolo, di ruolo attaccante.